# Busua

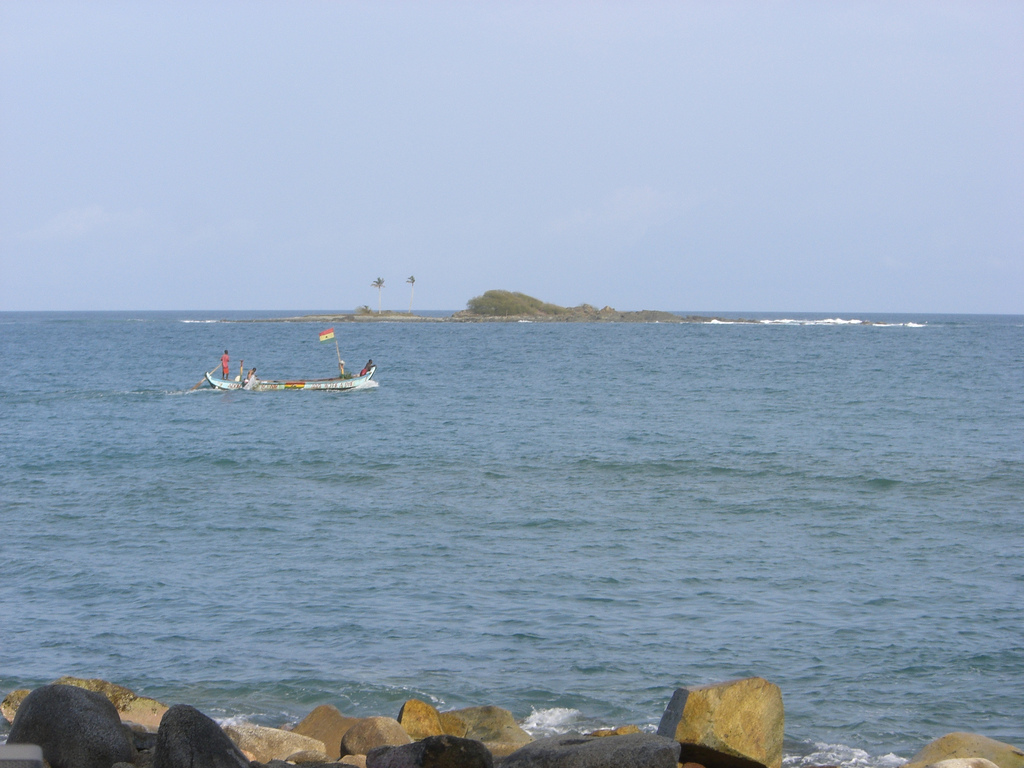
Küste bei Busua

Der Fischer- und Badeort Busua liegt im Distrikt Ahanta West der Western Region von Ghana ca. 30 Kilometer westlich der Regionshauptstadt Sekondi-Takoradi am Golf von Guinea. Busua ist in die Kategorie der Ortschaften mit mehr als 5000 Einwohnern eingeordnet und über eine asphaltierte Straße von Sekondi aus gut zu erreichen. Die Bewohner sprechen Ahanta.
Busua hat eine bis in die 1960er Jahre zurückreichende Tradition als Badeort für wohlhabende Einheimische aus Sekondi-Takoradi. In den 1970er und 1980er Jahren kamen auch einige europäische Touristen hierhin, obwohl bis Ende der 1990er Jahre weder Strom noch fließendes Wasser vorhanden waren. Eine kleine Bungalow-Anlage war die einzige touristische Infrastruktur, Strom gab es dort gelegentlich an Wochenenden per Generator. Anfang der 1990er Jahre wurde der Ort ebenso wie der gesamte umliegende Küstenbereich von einer Palmenkrankheit betroffen, die dazu führte, dass hier sämtliche Kokospalmen abstarben. Geblieben ist ein langer Sandstrand an einem Küstenabschnitt, der frei von gefährlichen Strömungen ist.
In den vergangenen Jahren hat der Ort nicht nur Stromanschluss erhalten, sondern auch Restaurants, ein Einkaufszentrum und etliche Lodges und Bungalowanlagen auch der gehobenen Preisklasse.
Von Busua aus erreicht man zu Fuß in gut 25 Minuten Richtung Westen den Fischerort Dixcove mit seiner alten ursprünglich britischen Festung Fort Metal Cross. Richtung Osten kommt man zu Fuß in etwa derselben Zeit in den kleinen Ort Butre mit seiner ehemals holländischen Festung Fort Batenstein.